# Bolbitis cuspidata
Bolbitis cuspidata là một loài thực vật có mạch trong họ Lomariopsidaceae. Loài này được (C. Presl) Ching mô tả khoa học đầu tiên năm 1934.